# Hípies de Tassos
Hípies o Hípias de Tassos (en llatí Hippias, en grec antic Ἱππίας fou un dels més antics gramàtics grecs que es va ocupar d'explicar alguns dels més obscurs passatges dels poemes de l'obra d'Homer.
En parla Aristòtil, (Poètica. 25) i Lísies. La seva època no es pot assegurar però és anterior al segle v aC.